# Ремендер, Рик
Рик Ремендер (англ. Rick Remender, род. 6 февраля 1973) — американский писатель комиксов и художник, проживающий в Лос-Анджелесе. Наиболее известен благодаря своей работе над комиксами «Чёрная наука», «Отряд X» и «Токийский призрак».

## Биография
В ранние годы своей карьеры Ремендер работал над анимацией к таким фильмам, как «Стальной гигант», «Анастасия», «Титан: После гибели Земли» и «Приключения Рокки и Буллвинкля».
В 1998 году он объединился с Харпер Джейтен и Рори Хенсли, чтобы создать юмористический комикс «Captain Dingleberry». После четырех выпусков самостоятельной публикации серия была подхвачена издательством «SLG Publishing».
Его следующая серия «Black Heart Billy» также была издана в «SLG Publishing» в соавторстве с Кироном Дуайером.
В 1999 году Ремендер выпустил комикс «Doll и Creature» с Джоном Хеелинком и Майком Мэнли.
С 2004 по 2005 год Ремендер работает над комиксами «Fear Agent», «Sea of Red» и «Strange Girl» с «Image Comics» и проиллюстрировал комикс-адаптацию фильма «Man With the Screaming Brain» от «Dark Horse Comics». Через год он нарисовал серию «Последнее Рождество», написанное Брайаном Позеном и Джерри Дуганом.
В конце 2010 года он запустил новую серию «Uncanny X-Force».
В ноябре 2013 года вместе с художником Маттео Скалера запустил авторскую серию комиксов «Чёрная наука».